# Nad horou
Nad horou je přírodní rezervace u obcí Černvír a Nedvědice v okrese Brno-venkov. Důvodem ochrany jsou skalnaté svahy s drobnými suťovisky porostlé habřinami a smíšenými porosty.

## Fotogalerie

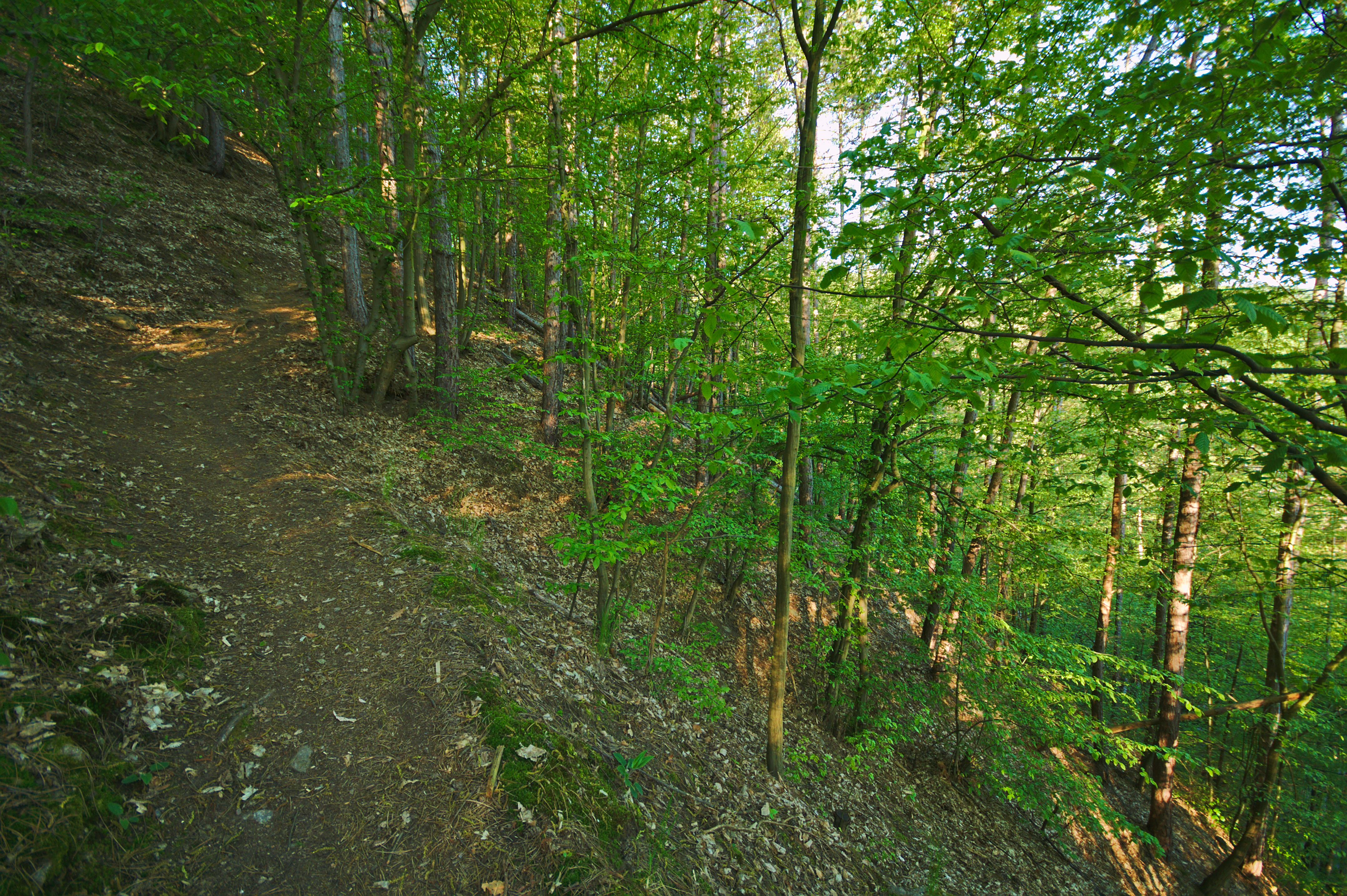
Modrá turistická trasa
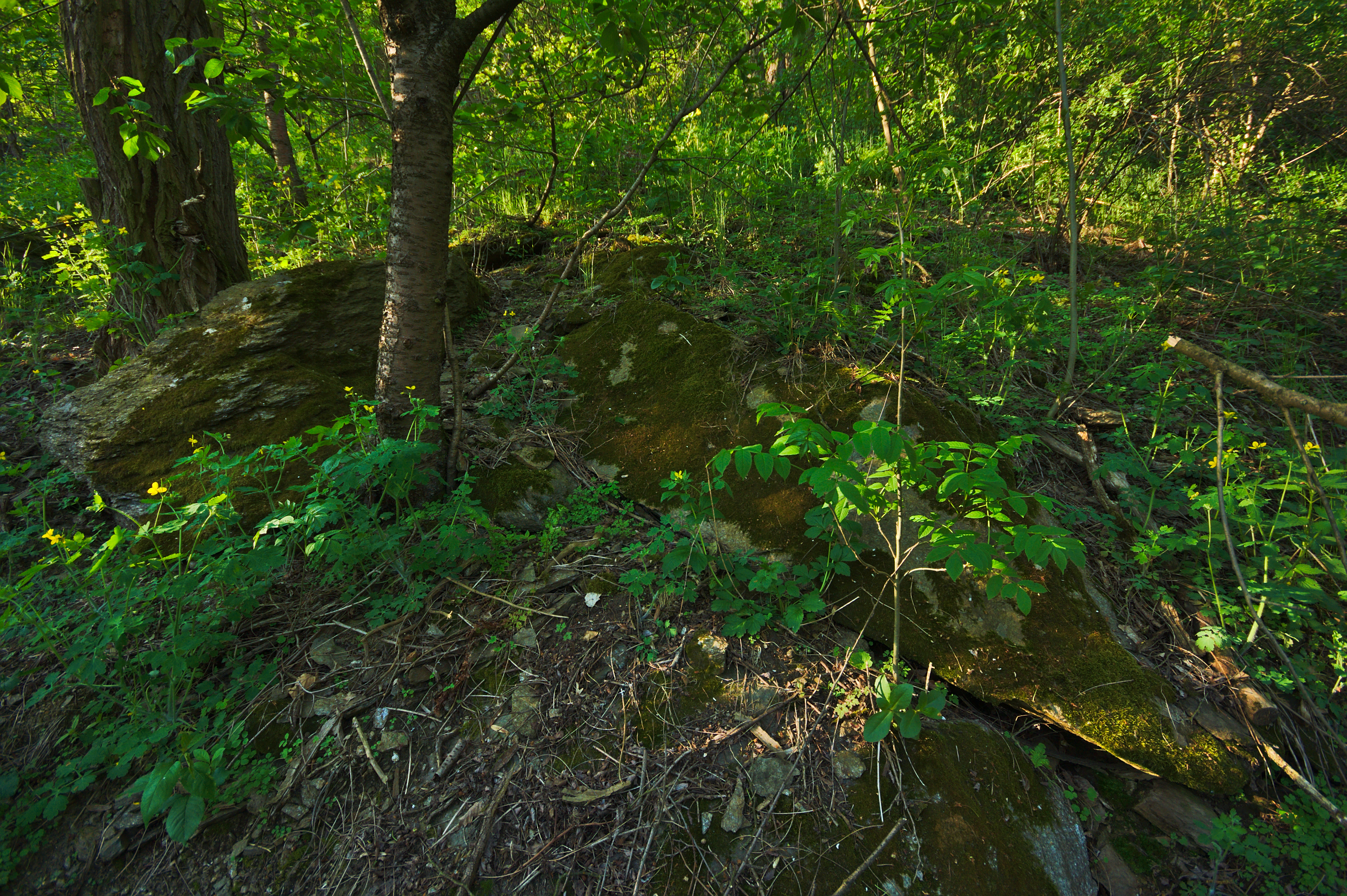
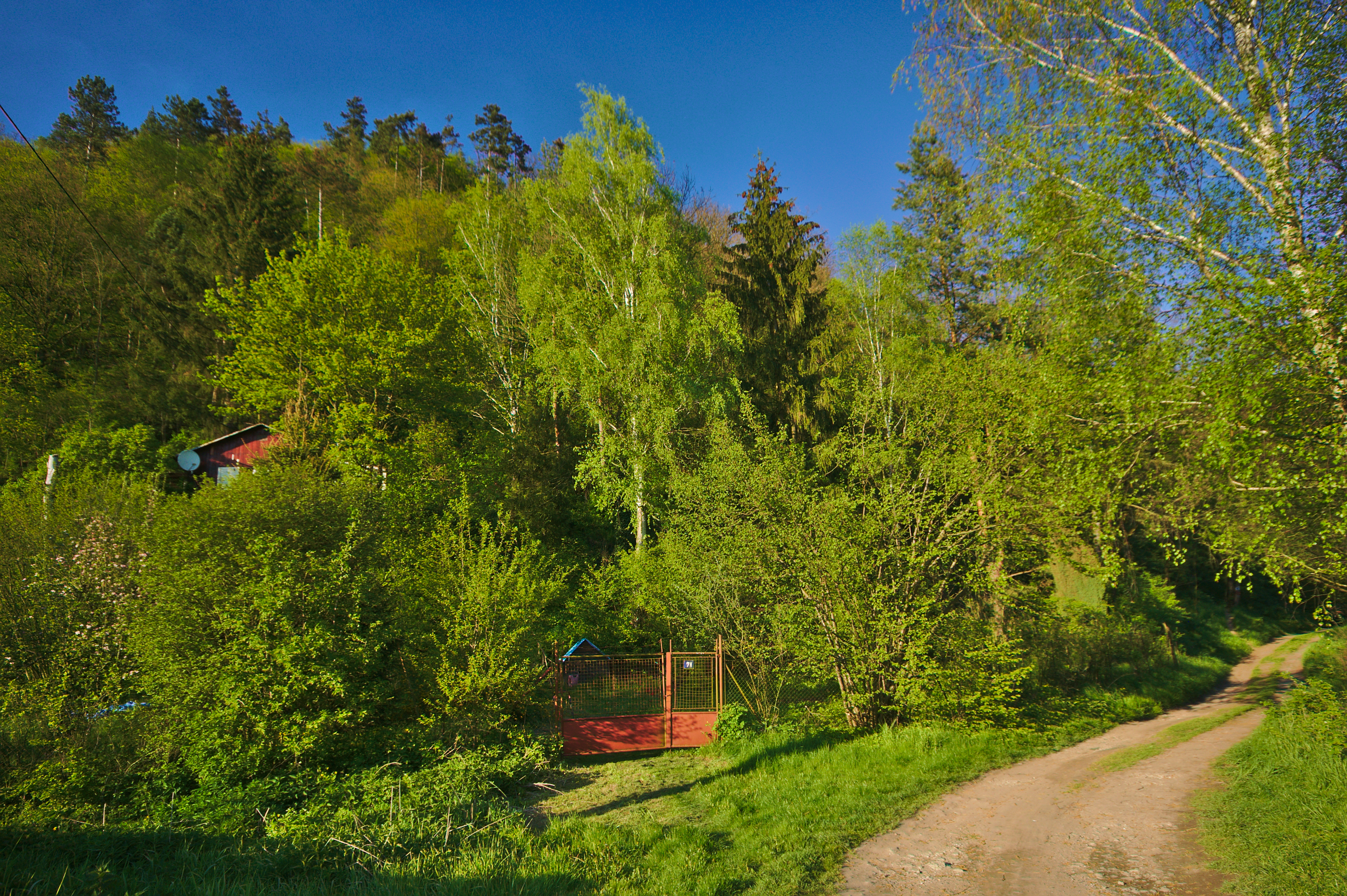